# آلیس ییراسک
آلُیس ییراسِک (انگلیسی: Alois Jirásek; ۲۳ اوت ۱۸۵۱ – ۱۲ مارس ۱۹۳۰) نویسندهٔ رمان‌ها و نمایشنامه‌های تاریخی اهل کشور چکسلواکی بود. ییراسک تا زمان بازنشستگی در سال ۱۹۰۹ معلم تاریخ دبیرستان در لیتومیشل و بعداً در پراگ بود. او مجموعه ای از رمان‌های تاریخی آغشته به ایمان به ملت خود و پیشرفت به سوی آزادی و عدالت نوشت. او به بسیاری از شخصیت‌های مهم چک مانند میکولاش آلش، یوسف واتسلاو اسلادک، کارل واتسلاو رایس و زدنیک نیدلی نزدیک بود. او به عنوان ویرایشگر در مجله Zvon کار کرد و در سال‌های ۱۹۱۸، ۱۹۱۹، ۱۹۲۱ و ۱۹۳۰ نامزد جایزه نوبل ادبیات شد.